# GREGORY HORROR SHOW
『GREGORY HORROR SHOW』（グレゴリーホラーショー）は、1999年にテレビ朝日系列で放映されたフルCGアニメ作品。イワタナオミ原作・キャラクターデザイン、ミルキーカートゥーン製作。通称「グレホラ」「GHS」。

## 概要
さまよえる魂が集うホテル『グレゴリーハウス』に迷い込んだ客の恐怖、心の迷いや現実と虚構の狭間を描く大人向けホラーコメディアニメ。主人公の視界をそのまま映すカメラワークで画面が作られており（主人公の姿形や声は作中に一切登場しない）、視聴者がよりストーリーに移入しやすくなっている。一話ごとの放映時間が3分程度とごく短く、主題歌なども存在しない。箱型にデフォルメされたカートゥーン的なキャラクターデザインも特色。
シリーズは全4作。第3シリーズ・第4シリーズは舞台がホテルから離れ、それぞれグレゴリー、キャサリンが主役。この2作ではごく普通の第三者的なカメラワークが用いられている。
フィギュアなどキャラクターグッズ販売や携帯電話での動画配信、iアプリなどの携帯電話ゲーム、ムック本やPlayStation 2でのゲーム化など幅広いメディアに展開している。また講談社での漫画化、web動画配信なども行った。
2015年にポリゴン・ピクチュアズ企業サイト→2019年にイワタナオミ個人サイト上にてリブート版『グレゴリーホラーショー・ミステリーホリデー』がポートフォリオとしてキャラクター（2Dキャラとしてリメイク）のみが公開された。
2023年より、新作ゲーム開発を皮切りに復活プロジェクトが進められた（後述）。

## あらすじ
ごく平凡に日常を生きる主人公はある時ふと見知らぬホテルの前に辿り着く。支配人に部屋を宛がわれ、奇妙な宿泊客たちと交流し、理不尽な恐怖とそれに伴う奇妙な居心地のよさに惑いながら、主人公は徐々に自分の真の欲望や、グレゴリーハウスとは一体どんな存在なのかに気付いていく。ホテルから脱出し元いた「現実」に帰還すべく奮闘する主人公。果たして彼らは真実を受け止め、無事に帰ることが出来るのだろうか。

## アニメシリーズ
- 第1シリーズ・GREGORY HORROR SHOW
グレゴリーハウスに迷い込んだ男性客の視点で物語が進む。全25話。1999年10月 - 2000年3月放送。
- 第2シリーズ・GREGORY HORROR SHOW - THE SECOND GUEST -
同じく女性客の視点で物語が進む。全25話。2000年4月 - 9月放送。
- 第3シリーズ・GREGORY HORROR SHOW - THE LAST TRAIN -
グレゴリーが乗った迷界行きの列車内での物語。 全26話。2000年10月 - 2001年3月放送。
- 第4シリーズ・GREGORY HORROR SHOW - THE BLOODY KARTE -
キャサリンが勤める病院でのコメディタッチの物語。全12話。2001年4月 - 6月放送。

## 登場人物
全員名前はついているものの、名前が本編中で呼ばれないキャラクターが多い。

### 第1シリーズより登場
（僕）
声 - 茶風林
第1シリーズの主人公。妻子持ちのサラリーマン。
グレゴリー
声 - 茶風林
グレゴリーハウスの支配人の老ネズミ。物語の語り部であり、物語の重要な鍵を呟いては去っていく。人の心を弄ぶのが趣味で「ヒッヒッヒ…」という不気味な笑い声が特徴の老獪なキャラクターだが、主人公の道行に巻き込まれてそれなりに酷い目にも遭わされている。第3シリーズでは彼自身が主人公。
漫画版では少年時代に蒐集癖に目覚めたという設定が追加された。
グレゴリーママ
声 - 岡本章子
グレゴリーの母親。とても高慢な性格でいつもグレゴリーにきつく当たり、グレゴリーもいつか復讐しようと考えている。若さに対する執念は恐ろしく、この世に未練を残した魂を主食とし、若さを保っている。推定年齢800歳。トラップマウスのブローチ型発信機を拾ってしまいトラップマウスに襲われるなど、たまに酷い目に遭わされることもある。
ネコゾンビ
声 - 永澤菜教
かつては金持ちの貴族に飼われていたネコのゾンビ。主人の没落と共に悲運の道を辿る。目・口ともに何者かの手で縫い合わされており、全身にも縫い傷がある。ホテル内の鉄扉の石牢で片足を鎖につながれている。グレゴリーとは互いに憎み合っている様子。普段はおおむね錯乱状態にあり、常にお腹を空かせており鉄をも食べてしまう。やってきた客に対して警告しこのホテルから一刻も早く出て行くよう促す。
漫画版では監禁されておらず、祭りでの金魚すくいの屋台で金魚をすくった竹ノ塚に「金魚を死なせたら部屋に遊びにいかせてもらう」と警告する。出て行くよう促すシーンはない。
キャサリン
声 - 井上彩名（第1シリーズ、第2シリーズ、ゲーム版）→一木美名子（第3シリーズ以降）
トカゲの看護婦。極度のヘマトフィリアで他人の血を採血するのが趣味。採血のためなら手段を選ばず、見境がない。恋多き女性でもあり、思いを寄せる相手に手製の弁当を贈ったりといじらしい一面もあるが、大抵の場合採血の欲求に勝てず失恋に終わる。
第4シリーズ「THE BLOODY KARTE」の主人公。
地獄のシェフ
声 - 大友龍三郎
グレゴリーハウスの料理長。体はろうそくで、常に持ち歩いている身の丈ほどの包丁は象の骨をも断ち切る。料理の味を濁すためタバコを嫌う。極度の被害妄想と強迫観念持ちで、自分の料理を粗末に扱う者は料理の材料にしてしまう。這うような低い声だがあまり口数は多くない。頭上の火を吹き消されると動けなくなってしまう。
ロストドール
声 - 松井菜桜子
なくした人形の「ケイティ」を求めてグレゴリーハウスを徘徊する少女。抱き上げると後ろにある顔を現し凶暴化する。自分がすでに人形と一体化しているという自覚がない。
漫画版では頭部が回転したあと巨大化する。さらに「好きな人を束縛したい」という我欲を持つようになった。
審判小僧
声 - 林田尚親
「ジャッジメーント！」と言う声とともに現れ、誠意と快楽にまつわる二択の課題を出して相手に選択を迫る。おおむねの場合どちらを選んでも結果は散々である。天秤のような外観をしており、廊下の天井に設置されたレールに吊るされて移動する。
第3シリーズ13夜では列車の前に宙に浮かんだ状態で出現し、審判の結果を無視して直進してきた列車に轢かれ、その後の消息は不明（この後第16夜でバラバラになった審判小僧の身体が車内に積まれているが彼のものかは不明）。
研修生（声 - 幸野善之、千葉進歩）は、掛け声が速すぎたり声が裏返るなどの失敗をし、未熟な部分がある。
身辺の世話のために黒子のような生き物を従えているが、黒子は審判小僧たちの世話だけでなくルーレット小僧やプアコンダクターの照明やホテル全般の雑事をこなしている様子である。
また一般の審判小僧が「親分」と呼ぶ、全身が黄金で形作られた「審判小僧ゴールド」（声 - 林田尚親）が存在する。その問いは究極の二択とされ、他の審判小僧の行う裁定の比にはならないほど重いものである。また、研修の教官もしている。第4シリーズ第4話にてとある事故で死亡、その際に体が金メッキで構成されていたことが判明した。
ミイラ坊や
声 - 佐久間なつみ
頭に斧が刺さっている犬の子供。しかしそれに気づかず頭痛に悩んでいる。自分では病弱なのだと思っているが父親ともどもキャサリンの「治療」を受けて平然としていられるほどにタフ。
ミイラパパ
声 - 高木均
ミイラ坊やの父親。頭に靑龍刀が刺さっている。息子と同様、頭痛に悩んでいる。
カクタスガンマン
声 - 幸野善之
新たな客と見るや勝負を吹っかけるサボテンのガンマン。かつては革命軍のリーダーだった。実際はとても臆病。女性である第2シリーズの主人公には初対面で求愛し、さらに勘違いしてグレゴリーに勝負を挑んだ。
ルーレット小僧
声 - 浅田葉子
自身の頭がルーレットになっており、部屋に迷い込んだ相手を強制的に等身大のすごろくゲームに巻き込む。マス目ごとのイベントは落雷や爆発など酷い目に遭うものばかりである。
死神
声 - 広瀬正志
相手の未練を持っている鎌で断ち切ってくれる。たまに失敗することがあり、その場合は地獄のような苦痛を味わうらしい。妙な関西弁で話す。
クロックマスター
声 - 山野井仁
「時の支配者」を自称する時計の親父。時間を操る能力を持つが、いたずらに時間を歪めた挙句、相手の運命を余計にこじれさせてしまう結果になることが多い。普段はバーで飲んだくれている。
マイサン
声 - 伊藤舞子
クロックマスターの息子。父親と同じく時間を操る能力を持つ。まだ修行中の身ながらその才覚は父親以上で向学心も旺盛。
TVフィッシュ
グレゴリーハウスの中を回遊する謎の電映魚。客の過去の記憶を顔のモニターに映し出す。TVフィッシュの画面に出力するためのカメラも存在する。
愛する息子
声 - 伊藤舞子
愛する妻
声 - 岡本章子
TVフィッシュが映し出した主人公の過去の記憶。
カエル占い師
声 - 鈴木勝美
グレゴリーハウスの専属占い師。誰を占っても不吉な結果しか出さず、その結果は必ず的中する（させる）。
老婆という設定だが、声優は男性（英語版では女性声優）。
エンジェルドッグ／デビルドッグ
声 - 佐久間レイ
光とともに現れ、客のピンチを脱出するように誘う。だが、気分次第でデビルドッグに変身し、地獄に落としてしまうこともしばしばである。
漫画版では変身するのではなく、エンジェルとデビルに分裂している。
ミラーマン
声 - 鈴木勝美
鏡の部屋に現れる真実を映し出す者。鏡の中には何者かが潜んでいる。
パブリックフォン
声 - 石川ひろあき
金の亡者と化した詐欺師の電話。高慢な性格で、金は札しか受け付けない。さらにどこにかけようが通販会社につなぎ、もらった金で飲みにいってしまう。
第3シリーズで無断でグレゴリーママの名を騙り、本人に破壊される。
インコ
声 - 雪野五月
隠し部屋の管理人のインコ。グレゴリーのことを「薄汚いネズミ」と嫌っている。関西弁で話す。
キンコ
声 - 石川ひろあき
インコと共に隠し部屋の管理をしている。その口調のせいでインコにどつかれている。主人公の落としていったという「ハート」をずっと守っており、グレゴリーの命令でも絶対に扉を開かなかった。
ブラックダック
声 - 1号：千葉進歩 2号：雪野五月
ジェットコースター「スピードマウス」の管理人。コースターのレールが壊れ転落事故を起こしてもなお整備を怠り、全く気に留めていない。語尾に「がー」とつけ、秋田弁に近い（あるいはアヒルであることを意識した）言葉で話す。
干からびた死体
声 - 松尾貴司、河相智哉
外に出ると身体が風化してしまうため普段は墓の中で酒をのんでいる死体。生身の身体をもつ者が来るのを待っている。
漫画版では寝たまま干乾びた男性の死体そのものになっており会話はするが歩行などは一切しなくなった。
トイレット小僧
声 - 雪野五月
トイレトレーニングがうまくいかず便器と一体化した（ガイドブック等ではこのように記載されているが、第2シリーズ15夜では彼が単体で登場するシーンがある）男の子。物凄い形相で「キィィィィ」と叫びながらトイレットペーパーを吐き出し自身が便器に流れる。近づくと便器から飛び出し便器に引きずりこまれ異次元に送られる。
ハニワサラリーマン
声 - 松尾貴司
現実のサラリーマン達のなれの果て。会社に通勤することだけが全てになっている哀れな男。その名の通り埴輪のような顔をしている。
漫画版では第4話で銃を構えているポーズでカメオ出演。

### 第2シリーズより登場
（私）
声 - 岡田洋子
主人公。29歳のOLで、友人の結婚式の帰りに、グレゴリーハウスに迷い込む。喫煙者。
ジェームス
声 - 山崎依里奈
グレゴリーの孫。一見して人懐こいが本性は無邪気とは言いがたい。グレゴリーやグレゴリーママをも困らせるトラブルメーカー。
漫画版では常にチェーンソーなどの凶器を持ち残忍さを増した。
カクタスガール
声 - 佐藤美佳子
カクタスガンマンの妹。兄より多少はしっかりした性格だがブラコン気味。自分のファッションセンスに自信がなく、投げ縄を使って客の身ぐるみを剥いでいく。
バラの花
声 - 五十嵐麗
（私）の泊まった部屋に置かれていたバラ。抱擁を要求し、触手をのばしたり爪を立てて襲い掛かる。グレゴリーを襲った際にはキスまでした。
ボンサイカブキ
声 - 斉籐康弘 → 西前忠久（第3シリーズ）
拍子木の音と共に現れ、額の第三の眼で相手の妄想を覗き見る。頭が盆栽の植えられた植木鉢になっている。
プアコンダクター
声 - 樫井笙人
頭部が蓄音機の男。墓場でタクトを振り、音楽をかけながら歌っているが、音とびして歌うのに失敗し、死体たちに罵声を浴びせられている。自身の演奏をけなされると激昂し、相手をレコードの中に取り込む。取り込まれた者はレコード針に追われるはめになる。第3シリーズでは罵倒した乗客を列車ごと取り込んだ。
木彫りのトカゲ
頭にバンダナを巻いた木製のトカゲのキーホルダー。隠しキャラクターのような存在で、背景をよく見ないと気づかないようなところにぶらさがっている。第12、16夜などで見られる。
スリーピーシープ
声 - 竹ノ内美奈子
羊の子供。眠ると、近くにいる相手を恐怖に陥れる寝言を言い出す。
トラップマウス
声 - 1号：高野直子 2号：沼田祐介
耳の部分が鋭い歯に、下半身が車輪になっているネズミのロボット。ブローチ型発信機を持っている者に襲い掛かる。第3シリーズでは2体で登場し、会話もできた。性別はセリフからどちらも雄だったが、英語版では1号の声優が女性だったことと2号のセリフから1号が雌ということになっていた。相手を挟んでしまう本能に負けずに友情を築こうとしていた。
漫画版では大幅にデザインが改修され、学ランのようなものを着用しローラースケートを履き、背中にネジ、頭に罠をかぶったネズミのようなデザインになった。だがその罠で相手を挟むことはなく、人を騙すだけの詐欺師のようになった。
地獄のタクシー
声 - 巻島直樹
墓場を走るタクシー。主人公がこれに乗って脱走を図るもプアコンダクターに襲われ、グレゴリーがこれに乗って主人公を連れ戻しに来た。その際にジャンプ機能も使用した。第4シリーズではフリッツを轢いてしまいパニックを起こす。
ウンババ
声 - 樫井笙人
マントとヤギの頭のような仮面を身につけ、仮面の中から目を光らせている。「ウンババ！ウンババ！アロロロロ」と叫びながら大地のリズムに身を任せ踊る。つられて踊ってしまうと魂をとられてしまう。
一つ目魔術師
声 - 朝コータロー
仮面の中から一つの目がのぞく魔術師。死体を助手達に運ばせ、復活させるため儀式を行っているが、これはただの遊びで、成功した例はないという。
彷徨える魂
声 - 河相智哉、枝村みどり
死神に魂を断ち切ってもらいに来た魂。

### 第3シリーズより登場
ミイラママ
ミイラ坊やの母親。息子や夫とは異なり頭に奇妙な植物が生えており、ときどき養分を吸われ貧血状態に陥る。本編中では数秒しか出演せず、セリフもない。
ブタ紳士
声 - 桜井敏治
グレゴリーが乗車した列車の乗客。出された牛肉に文句を言う。
ムシャドクロ
声 - 二又一成
古戦場駅で大量発生した落武者の亡霊。目が合った者の家来になり死ぬまでつきまとう。
ファットチキン
声 - 長嶝高士
列車に乗車していたかなりの巨漢の鶏。駅弁を食べつくしグレゴリーを憤慨させる。彼は「ただ食べるだけでよく、クリスマスには子供達に喜ばれるという夢のある仕事」をしにいくところだった。
ボーンヘッド
声 - 田中完
身体が牛の骨格だけの男。「虹色のドラゴン」の化石を発掘するため旅をしている。亡き妻の形見のペンダントを首にかけている。
エジプチ
声 - うえだゆうじ
列車に積まれていた棺桶。入っていたミイラ「恐怖の王」を復活させようとしたが、腐敗臭がすごく、賞味期限切れらしく完全に腐っていた。その後ゴミ捨て場に捨てられる。
物売りの少年
声 - ゆきじ
列車の物売りをしている熊の少年。身体には縫い目がある。真面目に仕事をしているが、ジェームスがグレゴリーの金を勝手に渡した際そのまま逃げてしまう。
車内アナウンス
声 - 河合智哉
構内アナウンス
声 - 雪野五月

### 第4シリーズより登場
Dr.フリッツ
声 - 山崎たくみ
自称医師のゾンビ。語尾に「でしゅ」とつける。キャサリンには嫌われており、採血されまくるなどなにかと散々な目に遭っている。このためフリッツもキャサリンが大嫌いであり、ムシャドクロを使ってキャサリン殺害を企てたこともある。シリーズ終盤では病院を去ろうとしたキャサリンを引き留めたグレゴリーを責めたてた。

### 漫画『アナザーワールド』に登場
竹ノ塚 徹
主人公。22歳のフリーターで、アパートを探すもことごとく断られるが、ある不動産屋にグレゴリーハウスを紹介され、住むことになる。
高橋 公子
祭りの帰りに竹ノ塚が出会った女性。彼女もグレゴリーハウスの201号室に住むことになる。
藤原 雄一
竹ノ塚の高校時代の友人。
不動産屋
グレゴリーハウスを紹介した不動産屋。相手を馬鹿にした態度で「ヒャヒャヒャヒャ」と不気味に笑う。

### ゲーム『ソウルコレクター』に登場
主人公
名前や性別はプレイヤーが決められる。
帰宅中にグレゴリーハウスへ迷い込んだ。本来は大人だったらしいが、ホテルに着いた時点で肉体を失っていたらしく、死神から子供の姿をした仮初の体を貰う。
死神から「早くホテルから脱出しないと、二度と出られなくなる」と教わり、迷えるタマシイを集めれば元の世界への道を開くという約束を取り付ける。そしてネコゾンビから教わるノゾキの技術などで宿泊客達の弱みを握り、彼らが持つタマシイを奪って脱出することを目的とする。
なお、タマシイは元々グレゴリーママの所有品で、グレゴリーの不手際によって宿泊客達の手に渡っていた。

### ゲーム『ソウルオブローゼス』に登場
主人公
グレゴリーハウスで目覚めたゾンビ。元はグレゴリーハウスの宿泊客だったらしい。理性は保っているが、目覚める前の記憶を失っている。
手に埋め込まれているの謎の装置「ソウルテイカー」により、相手のソウルを奪って食べることでその者の姿や戦闘スタイルを模倣した「ソウルスタイル」への変身が可能。
グレゴリーから「グレゴリーハウスの平和を取り戻せば、記憶を取り戻す手伝いをする」という契約を持ちかけられ、ゾンビ達の討伐と事態の収拾にあたる。
ダークテイラー
頭が縫い目だらけのハート型針刺しになっている、愛の仕立て屋。
傷ついた女性のハートを、寝ている間にこっそり縫って癒してくれる。しかし、女性を騙した男に対しては、股間を縫い付け再起不能に貶める闇の仕立て屋に変貌する。
木箱の中のアリス
｢ALICE IN THE BOX｣と描かれている木箱の中に閉じこもっている、無口な少女。かつて不思議の国から帰ってきて以来こうなったという。
彼女が閉じこもっている木箱は異次元に繋がっており、一度入ると出て来れなくなる。そのため、グレゴリーは「アリスに誘われても、決して入ってはなりませんよ」とプレイヤーに忠告する。
キラーバニー
子供たちに大人気のキャラクター『ラビーくん』の偽物。ラビーくんになりすまし、幸せな家庭を悪夢に突き落とす血塗られたぬいぐるみ。
イワタナオミいわく、モデルは映画『チャイルド・プレイ』に登場するチャッキー。
ルシファー
地獄最高の悪魔の地位を確立しながらも、勇者に憧れて魔物を狩りまくる迷惑な堕天使。魔物達からは激しいバッシングが起こり、炎上を繰り返している。
ゴブリンバンカー
闇の世界の悪徳銀行家。金の力でを魔物を操る支配者。
バラ
巨大なバラの怪物で、花の中央に口がある。
自らのソウルをゾンビ達に与えることで支配下に置き、彼らにグレゴリーハウスを破壊させようとする。

## メディア

### 放送
- 1999年10月 - 2001年6月、テレビ朝日系列にて放送。関東地方、愛媛、山口、北海道のみ。

放送時間：関東：1999年10月 - 2000年3月、金曜23時55分 - 翌24時。2000年4月 - 2001年6月、土曜23時54分 - 23時59分。
- 2003年10月にカートゥーンネットワークにてハロウィンスペシャルとして第3シリーズまでを一挙放送。
- 2004年8月2日よりキッズステーションにて平日23時42分から放送。
- その他、ホラーTV（現在：FOX MOVIES）等で放送された。VODではAmazon Prime Video等で視聴可能。

### ソフト
- NECインターチャネル版VHS/DVD（販売元：キングレコード）2000年発売　全6巻各6090円

3巻までが第1シリーズ、それ以降は第2シリーズ。第3シリーズ以降の収録はなし。オリジナルのエンディング映像が収録され、1巻～3巻にはグレゴリーがキャラクター解説をするという内容の「GREGORY GALLERY TOUR」（未放送作品）が収録されている。各巻のジャケットはオリジナルイラスト。
4巻以降は初回特典としてペーパークラフトが付属した（4巻：グレゴリー、シェフ、キャサリン、クロックマスター、ボンサイカブキ　5巻：グレゴリーママ、カクタスガール、審判小僧ゴールド、トラップマウス、ウンババ　6巻：ジェームス、黒子、ネコゾンビ、デビルドッグ、死神）。
- バップ版DVD　2004年発売、全3巻各3990円

2004年7月22日、8月25日、9月22日の3か月連続リリース。上記のVHS/DVDには収録されなかった第3シリーズを3巻に、第4シリーズを各巻に4話ずつ収録している。上記のバージョンにあった映像特典はなし。封入特典に壁紙ダウンロード用アクセスナンバー（初回限定）とペーパークラフト（1巻：グレゴリー/ロストドール　2巻：ジェームス/ウンババ　3巻：キャサリン/Dr.フリッツ）付属。

### ゲーム
グレゴリーホラーショー ソウルコレクター（PlayStation 2用ソフト・カプコン・2003年8月7日発売・CERO-全年齢対象）
初回特典はペーパークラフト13体セット（グレゴリー/ネコゾンビ/地獄のシェフ/ロストドール/キャサリン/カクタスガンマン/ミイラ坊や/カエル占い師/エンジェルドッグ/デビルドッグ/TVフィッシュ/プレイヤー・BOY/プレイヤー・GIRL）。
グレゴリーホラーショー（携帯ゲームアプリ・G-mode）
原作準拠ストーリーのRPG。ジー・モードが展開するフィーチャーフォン用ゲーム復刻プロジェクト「G-MODEアーカイブス」の第49弾としてNintendo Switch/Steam向けにも2023年10月26日に発売された。
グレゴリーバキューン（携帯ゲームアプリ・G-mode）
キャラクターを使ったシューティング・占いゲーム。
グレゴリーホラーショー ロストクオリア（iOS/Android・Unframe・2018年4月25日配信）
カードゲームの要素を取り入れたローグライクRPG。
グレゴリーホラーショー ソウルオブローゼス（Steam・2024年11月14日早期アクセス版配信）
イワタナオミの企画立案によるローグライトアクションRPG。2023年5月19日から6月30日の期間にCAMPFIREを通じてクラウドファンディングが実施され、500万円の目標額に対して2016万3000円の資金が集められた。
キャラクターデザインは『ミステリーホリデー』がベースとなっているが、更なるアレンジがなされた者もいる（ネコゾンビなど）。

### グッズ
- TV放送時、ユニファイブよりノートやポストカードなどを発売。
- ユージン カプセルトイ ミニブリスターコレクション　全6種

グレゴリー、キャサリン、地獄のシェフ、カクタスガンマン、ミイラ坊や、死神の6種。
- ソフビフィギュア（やまと）　グレゴリー、ジェームス、キャサリン
- HORROR WORLD

2000年に三菱鉛筆替芯のキャンペーンとして配布された非売品フィギュア。グレゴリー、キャサリンを含む全8体（学校の設定なのでグレゴリーは用務員、キャサリンは保健室の先生となっている）。その他のキャラクターは、後にアニメ『ミッドナイトホラースクール』に登場。

### 書籍
- グレゴリーホラーショー　ガイドブックアナザーサイド（ケイブンシャ、2000年発売）
- グレゴリーホラーショー　キャラフリークス（世界文化社、2001年発売）

第1シリーズ登場キャラクター解説に、心理ゲームや料理レシピなど掲載。ペーパークラフト10体＋グレゴリーハウス付属。

### 漫画
- イワタナオミによる3D・CG漫画『グレゴリーホラーショー』が、講談社「ヤングマガジンアッパーズ」にて2000年に連載。
- 鈴木小波によるコミカライズ『グレゴリーホラーショー アナザーワールド』が、講談社「モーニング」にて2007年46号から2008年6号にかけて連載。（後にコミックス化。全1巻）
- 「e-manga」でウェブコミック連載（現在は終了、イワタナオミ版の再配信）。

### 海外展開
- 2003年、放送に先駆けゲーム版発売、のち欧米でTV放送。
- 北米ジェネオンよりDVD全3巻が発売（英語吹替版収録、英語字幕付、現在は廃盤）。